# Olivia Reeves
Pour les articles homonymes, voir Reeves.
Olivia Lynn Reeves, née le 19 avril 2003 à Lexington, est une haltérophile américaine.

## Biographie
Olivia Reeves naît le 19 avril 2003 à Lexington.
Lors des Jeux olympiques d'été de 2024, Olivia Reeves remporte la médaille d’or dans la catégorie des moins de 71 kg en soulevant 262 kg.